# ワッサーフ史
『ワッサーフ史』（ペルシア語: Tarikh-i Waṣṣāf）とは、シャラフッディーン・アブドゥッラー・イブン・ファドゥルッラー・シーラーズィーによって編纂されたペルシア語史書。正式名称は『領土の分割と歳月の推移』（ペルシア語: Tajziyat al-amṣār wa-tazjiyat al-a'ṣār）であるが、著者のシーラーズィーが「ワッサーヒ・ハドラト“وصّافِ حضرت Waṣṣāf-i-Ḥaḍrat”」の名を与えられたことから、一般的に『ワッサーフ史』の名で知られる。『ヴァッサーフ史』とも。
主に12世紀後半から13世紀初頭に至るモンゴル帝国史を叙述しており、同時代のペルシア語史料の『世界征服者史』『集史』に並ぶモンゴル史研究の重要史料と位置づけられている。

## 概要
『ワッサーフ史』はジュヴァイニーの『世界征服者史』の続編となることを想定して編纂されており、叙述の対象は『世界征服者史』の末尾にあるバグダードの陥落から、フレグ・ウルス末期の君主アブー・サイードの治世にまで及ぶ。本書は1312年にフレグ・ウルスの首都スルターニーヤで君主オルジェイトゥに献上され、この時著者に「وصّافِ حضرت Waṣṣāf-i-Ḥaḍrat（御前の頌詞者）」という称号を与えられた。
内容的には先行する『集史』との差別化を明確に意識しており、『集史』が大元ウルスの国家出版物とも共通するいわばモンゴルにとっての「正史」なのに対して、『ワッサーフ史』には野史の類いに基づく記述が多く見られる。そのため、先行する『世界征服者史』や『集史』に見られない独自の記述が多く含まれ、モンゴル帝国史研究には必要不可欠の根本史料と位置づけられている。
一方、ペルシア語史料の中でも韻文を多用した特に難解な文体で知られており、同列に扱われる『世界征服者史』『集史』が複数の言語による翻訳があるのに対し、現在の所『ワッサーフ史』にはドイツ人研究者ハンマー・プルグスタルによる全5巻中の1巻のみのドイツ語訳があるに過ぎない。

## 内容
- 第1巻…序文、モンケ・カーンの死、大元ウルスのクビライとテムルの治世、フレグ・ウルスのフレグ・アバカ・アフマドの治世。
- 第2巻…ファールスのアタベク朝史、フレグ・ウルスのアルグンの治世、ロルのアタベク朝史。
- 第3巻…フレグ・ウルスのガイハトゥ・バイドゥ・ガザンの治世、ケルマーンとデリーのスルタン史。
- 第4巻…大元ウルスのテムル・カイシャン・アユルバルワダの治世、フレグ・ウルスのオルジェイトゥの治世の前半、世界征服者史の抜粋。
- 第5巻…オゴデイ、ジョチ、チャガタイの後裔の記述、オルジェイトゥの治世の後半、アブー・サイードの即位と1328年までの治世。